# Ikue Mori
Ikue Mori (森 郁恵, Mori Ikue) (Japón, 17 de diciembre de 1953), conocida también como Ikue Ile, es una baterista, compositora y diseñadora gráfica japonesa.

## Biografía
Ikue Mori nació y se crio en Japón. Tenía poco interés en la música antes de escuchar punk rock. En 1977, fue a Nueva York, inicialmente de visita, pero fue atraída por la escena musical, y desde entonces ahí vive.
Su primera experiencia musical fue como baterista para la banda seminal de no wave ADN. Aunque haya tenido poca experiencia musical previa (y nunca tocó la batería con anterioridad), Mori desarrolló rápidamente un estilo distintivo: Un crítico la describe como "una estricta, incansable maestra de cambiar asimétricamente el ritmo", mientras Lester Bangs escribió que "sobrepasa incluso a Sunny Murray". Su comentario no es un elogio pequeño, siendo Murray ampliamente considerado como uno de los grandes bateristas del jazz libre.
Después de que ADN se disolvió, Mori se convirtió en un miembro activo en la escena de música experimental de Nueva York. Abandonó su batería y comenzó a tocar cajas de ritmo, las cuales ella a veces modificaba para poder tocar así varios samples. Según Mori, intentaba hacer que las cajas de ritmo "sonaran rotas." El crítico Adam Strohm escribe que ella  "fundó un mundo nuevo para el instrumento, llevándolo mucho más allá de los ritmos de acompañamiento y los rellenos robóticos." En años recientes ha utilizado una computadora portátil (laptop) como su instrumento primario, pero en ocasiones es todavía colocada en los créditos como "percusión electrónica".
En 1995, comenzó a colaborar con Kato Hideki (de Ground Zero) intérprete de bass guitar, y junto con el guitarrista experimental Fred Frith (de Henry Cow),  con quienes formó la agrupación Death Ambient. El trío realizó tres álbumes, Death Ambient (1995), Synaesthesia (1999) y Drunken Forest (2007).
Más allá de sus grabaciones solistas, ha grabado o interpretado con Dave Douglas, Butch Morris, Kim Gordon, Thurston Moore, y muchos otros, incluyendo a Hemophiliac, un trío con John Zorn y el cantante Mike Patton, así como parte de Electric Masada. Con Zeena Parkins,  grabó e hizo un tour como el dúo Phantom Ochard. Ella a menudo graba en Tzadik, no sólo como música, sino también diseñando las cubiertas para muchos de sus álbumes.
Mori ha realizado piezas inspirada en las artes visuales. Su disco del 2000, One Hundred Aspects of the Moon fue realizada a partir de la afamada artista japonesa Yoshitoshi. Su disco del 2005, Myrninerest, a su vez, se inspiró por la obra del artista Madge Gill.
Mori recibió, de 2005 a 2006, una beca que concede la Fundación para las Artes Contemporáneas.

## Discografía
- Painted Desert (1995)
- Hex Kitchen (1995)
- Garden (1996)
- B/Side (1998)
- One Hundred Aspects of the Moon (2000)
- Labyrinth (2001)
- Myrninerest (2005)
- Bhima Swarga (2007)
- Class Insecta (2009)
- Near Nadir (with Mark Nauseef, Evan Parker and Bill Laswell; 2011)
- David Watson / Jim Denley / Rik Rue / Amanda Stewart / Ikue Mori - Bit-Part Actor (Braille Records, 1996)

With Lotte Anker & Sylvie Courvoisier
- Alien Huddle (Intakt, 2008)

Con Mephista (Mori, Sylvie Courvoisier y Susie Ibarra)
- Black Narcissus (Tzadik, 2002)
- Entomological Reflections (Tzadik, 2004)

Con Cyro Baptista
- Infinito (Tzadik, 2009)

Con Dave Douglas
- Freak In (RCA, 2003)

Con Fred Frith and Ensemble Modern
- Traffic Continues (Winter & Winter, 2000)

Con Rova::Orchestrova
- Electric Ascension (Atavistic, 2005)

Con John Zorn
- Locus Solus (Rift, 1983)
- The Bribe (Tzadik, 1986 [1998])
- Godard/Spillane  (Tzadik, 1987 [1999])
- Filmworks III: 1990–1995 (Toy's Factory, 1995)
- Filmworks VI: 1996 (Tzadik, 1996)
- Cobra: John Zorn's Game Pieces Volume 2  (Tzadik, 2002)
- Hemophiliac (Tzadik, 2002) con Hemophiliac
- Voices in the Wilderness (Tzadik, 2003)
- The Unknown Masada (Tzadik, 2003)
- 50th Birthday Celebration Volume 4 (Tzadik, 2004) with Electric Masada
- 50th Birthday Celebration Volume 6 (Tzadik, 2004) with Hemophiliac
- Mysterium (Tzadik, 2005)
- Electric Masada: At the Mountains of Madness (Tzadik, 2005) with Electric Masada
- Filmworks XVI: Workingman's Death (Tzadik, 2005)
- Six Litanies for Heliogabalus (Tzadik, 2007)
- Femina (Tzadik, 2009)
- Interzone (Tzadik, 2010)
- Rimbaud (Tzadik, 2012)
- In Lambeth (Tzadik, 2013) with the Gnostic Trio
- On Leaves of Grass (Tzadik, 2014) with the Nova Quartet